# Marcellina van Milaan
Marcellina van Milaan (?-398) is een heilige in het Christendom.
Ze was een zus van kerkvader Ambrosius van Milaan die ook nog een broer had, Satyrus van Milaan, die later eveneens heilig werd verklaard. Oorspronkelijk woonachtig in Rome kwam ze naar Milaan nadat Ambrosius daar tot bisschop was benoemd.
In 378 stierf Satyrus. Marcellina bleef dienstbaar aan Ambrosius tot ook deze stierf, in 397. Marcellina overleed een jaar later.